# Ivar Tollefsen
Erik Ivar Tollefsen, född 23 juni 1961, är en norsk fastighetsinvestor, rallyförare och friluftsmänniska, känd som ägare av ett flertal företag, samt som ledare för ett flera polarexpeditioner. 
Efter att ha slutfört nionde klass, startade han Tollefsen Enterprises (1975), och utvecklade ett företag som inredde diskotek med utrustning (1980). 2008 var han ägare av Heimstaden (med 13 000 lägenheter runt om i Sverige) samt Fredensborg Eiendomsselskap AS (fastigheter i Norge). Han var rankad som nummer 34 i norska Kapitals lista över Norges rikaste privatpersoner (2007). 
Ivar Tollefsen har varit med i, och ledare för, flera polarexpeditioner, bl.a. expeditionen "Fem fjäll" (1992) med mål att nå det högsta berget på fem kontinenter inom fem veckor. Tollefsen har också rekordet i 600 km lång cross-country skiing över Grönland; först i lag med Odd Harald Hauge, Morten Lie och Bård Reilly (nio dagar, fyra minuter och trettio sekunder, 1991), sedan i lag med Odd Harald Hauge och Trond Hilde, (åtta dagar, nio timmar och trettio minuter, 2003). 
Han har även varit förare under flera år i Dakar-rallyt. Ivar Tollefsen har också deltagit i  Round Britain Boat Race (2008).
Ivar Tollefsen, hans hustru och dotter (f.1984) blev kidnappade på Heathrow (7 maj 1986) men släpptes redan dagen därpå.